# Diphyus mauritanicus
Diphyus mauritanicus là một loài tò vò trong họ Ichneumonidae.